# クリーモフ M-105

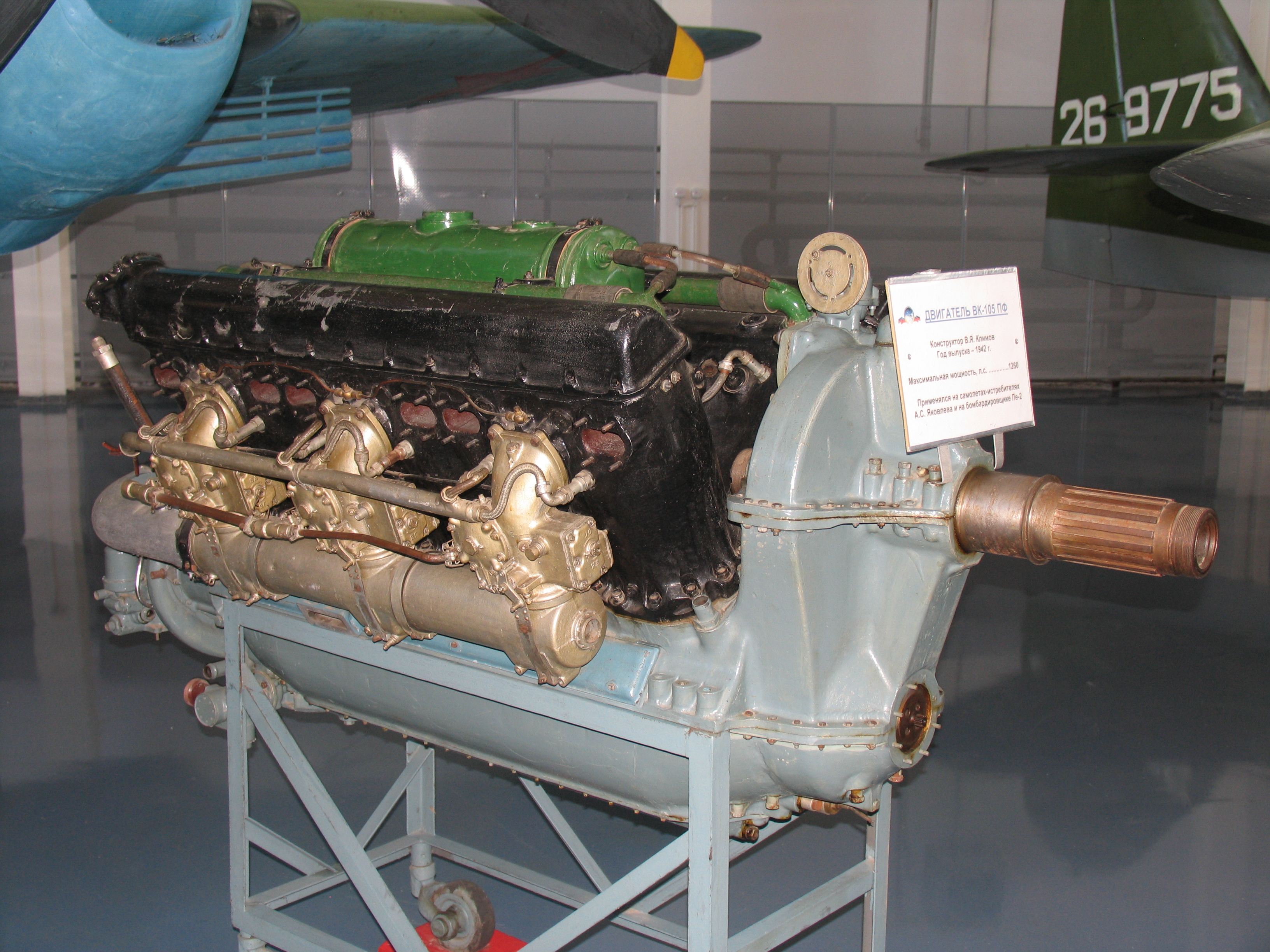
クリーモフ M-105

クリーモフ M-105 あるいは VK-105 （ロシア語：Климов М-105 / ВК-105）とは、第二次世界大戦期のソビエト連邦の航空機用エンジンである。1,000馬力台前半の出力を持つ液冷V型12気筒エンジンで、戦中のソ連における標準的な軍用機用のエンジンの一つだった。
このエンジンは採用当初はM-105と呼ばれていたが、大戦中に命名規則が変更されてVK-105に改名した。"VK" はクリーモフ設計局を率いたウラジーミル・クリーモフ（Vladimir Klimov）のイニシャルに由来している 。

## 概要
1930年代、クリーモフ設計局はM-100の名でフランスのイスパノ・スイザ 12Yエンジンのライセンス生産を行い、その経験を元に1940年に M-105を完成させた。当時の先進技術を盛り込んで設計され、1段2速式の過給器、1気筒あたり2つの排気バルブ、イーチバランスクランクシャフトを備えていた。
M-105は、各型を合計で約9万1,000基という大量生産が行われ、Yak-1戦闘機とその派生型、Pe-2爆撃機などの、大戦中のソ連の主要軍用機に使用された（詳細は#主な搭載機を参照）。また、M-105の設計を基に、VK-106やVK-107などの改良型も開発された。

## 派生型
M-105の派生型には、戦闘機向けのM-105Pの系統と、爆撃機向けのM-105Rの系統がある。
M-105P
戦闘機向けのモデルで、V字型に配列されたシリンダーの間にプロペラ同軸機関砲を搭載できる。Yak-1 や LaGG-1 などの独ソ戦開戦前に試作された戦闘機に搭載された。出力は約1050hp。
M-105PA
M-105Pの小改良型で、1941年から生産された。
M-105PF (VK-105PF)
低空での運用に最適化したモデル。独ソ戦における空戦の大半が、中・低空で発生しているという実情に応じて、高高度性能を犠牲にして低空での性能を向上させた。開発者のクリーモフは耐用寿命減少への懸念から消極的だったものの、航空機設計者A・S・ヤコブレフの推進によって1942年から量産された。Yak-1B、Yak-7B、Yak-9、LaGG-3 の後期型などに搭載されている。
VK-105PF2
M-105PF からさらなる出力向上を図ったモデル（約1300hp）で、Yak-3 戦闘機に搭載された。M-105の基本設計を維持しながらの出力増強はこの型で限界に達し、これ以上の出力を得るにはM-105を再設計したVK-106やVK-107が必要となった。
M-105PD
高高度性能を向上させたモデル。機械的信頼性に欠け試作のみに終わった。
M-105R
爆撃機向けに減速比を下げたモデル。Pe-2、Yak-4などに搭載された。
M-105RA
M-105R に M-105PA と同様の改良を加えたモデル。

## 仕様（VK-105PF）
- 型式：液冷V型12気筒
- シリンダー径：148mm
- ストローク：170mm
- 排気量：35.09リットル
- 乾燥重量：620kg
- 圧縮比：7.1
- 過給機：遠心式スーパーチャージャー1段2速
- 燃料：95オクタンガソリン
- 出力：
  - 1210hp / 2600rpm - 離昇出力
  - 1180hp - 高度2700m
- 比出力：34.5馬力/リットル
- 出力重量比：1.95馬力/kg

## 主な搭載機
ソビエト連邦
- ラボーチキン LaGG-3
- ヤコブレフ Yak-1
- ヤコブレフ Yak-7
- ヤコブレフ Yak-9
- ヤコブレフ Yak-3
- ペトリャコフ Pe-2
- ヤコブレフ Yak-4
- イェルモラエフ Yer-2

 フィンランド
- モラーヌ・ソルニエMS406

墜落・不時着したソ連機から鹵獲されたM-105Pがドイツ軍によりフィンランドに提供されたもの。MS406の原型エンジンはM-105系のベースたるイスパノ・スイザ12Yで、フィンランドで既存MS406のM-105P換装を試みたところエンジンマウント構造の完全互換性が判明した。補機類を欠いたためダイムラー・ベンツ DB 601用の補機類と組み合わせた換装を実施、それまで不調であったMS406の大幅な性能向上・稼働率改善を実現した。